# Chelsea Girls (песня)
«Chelsea Girls» — заглавная песня дебютного альбома Нико 1967 года, Chelsea Girl. Песня была написана Лу Ридом и Стерлингом Моррисоном из The Velvet Underground, с которыми Нико сотрудничала на их дебютном альбоме в прошлом году.
Название песни и сам альбом является отсылкой на одноимённый фильм Энди Уорхола 1966 года, в котором Нико сыграла саму себя. Это был экспериментальный реалити-фильм, в котором рассказывалось о различных жителях отеля «Челси» во времена уорхолской Фабрики. Многие из них были представителями богемы, бросившими учёбу и наркоманами, что также описано в текстах песни, и также упоминаются клиенты, героин, садомазохизм, амфетамин и серебряная фольга.
«Chelsea Girls» длится чуть менее семи с половиной минут и похожа по стилю на балладу, рассказывающую истории разных жителей отеля. В ней представлены гитарные партии Рида и Моррисона, которые написали песню вместе, а также флейта и струнные партии, которые играют важную роль на протяжении всей песни.
Нико заявила в интервью, что она «ненавидела» флейту, но не имела права голоса по этому поводу, потому что оно находилось в руках Том Уилсон, который продюсировал альбом.

## Кавер-версии
Певец и автор песен Эллиотт Смит исполнял песню во время своих концертов.
Японская певица/актриса Мики Накатами перепела песню в качестве би-сайда к своему синглу «Air Pocket», спродюсированному Рюити Сакамото.
Также эту песню перепели Stereo Total и включили её в свой альбом 2005 года Do the Bambi.